# Carlo Delcroix
Carlo Delcroix (Florença, 22 de agosto de 1896 — Roma, 25 de outubro de 1977) foi um militar, político e escritor italiano. É conhecido por sua participação na Primeira Guerra Mundial e sua atuação política pelo fascismo italiano. Era irmão do pintor Giacomo Delcroix e pai da historiadora e escritora Rita Delcroix.

## Biografia
Nascido em Florença, no dia 22 de agosto de 1986, filho de Giuseppe Delcroix e Ida Corbi, irmão do pintor Giacomo Delcroix Mudou-se com a família para Livorno, onde começou seus estudos. Em 1914 ingressa na faculdade de direito, ao mesmo tempo que frequenta a escola de oficiais de Modena. Participou de diversas operações militares entre 1916 e 1918.

### Naprimeira guerra mundial
O batismo de fogo de Carlo Delcroix começam no momento em que chega ao 3° regimento de atiradores (bersaglieri) e estaciona no setor montanhoso de Col di Lana. Promovido a segundo-tenente, foi transferido para a 17° divisão, onde participou da conquista do monte Sief e Mesolina, durante a qual se destacou pela bravura na qual liderou seu pelotão até as muralhas de Sasso di Mezzodì.
Em primeiro de janeiro é novamente transferido, onde passa para dependência do comando regimental, no qual foi encarregado de limpar os montes de neve provenientes das avalanches que haviam se derramado pelas estradas.
Promovido a tenente em fevereiro de 1917, é transferido para o regimento de montanha em Val Cordevole com a missão de instruir o batalhão no lançamento de granadas, é nesta missão que sofre o terrível acidente que o mutilaria por toda vida. Na noite de 12 de março, foi informado que um atirador havia se ferido no campo de tiro ao pisar em uma mina terrestre, Carlo correu sozinho para resgatar o atirador, ao se certificar da morte do mesmo, procedeu na retirada do corpo e sozinho, para evitar baixas, começou a retirada das minas não ativadas. Neste momento ele aciona uma mina escondida na neve, cuja explosão mutila seus braços e olhos. O médico em plantão recolheu Carlo, imediatamente tentou suturar os grave corte no peito e braços, para então liberar sua garganta dos dentes, gengivas e terra que bloqueavam sua garganta e não permitiam sua respiração. Foi inicialmente dado como morto, mas conseguiu sobreviver as primeiras horas críticas até ser transportado para o hospital de Caprile.
Após os acontecimentos de 12 de março, foi condecorado com a medalha de prata do valor militar. Hospitalizado, agora em Turim, recuperou-se física e mentalmente, mas não podendo participar ativamente da guerra como militar, passou a fazer discursos por toda Itália para levantar a moral das tropas. Entre 1917 e 1918 fez mais de 35 discusos perante multidões, o que o fez desenvolver um apurado senso de oratória. Em 1921 se casa com Cesara Rosso.

### Deputado fascista
Foi um dos fundadores da ANMIG (associação Nacional dos Mutilados e Incapacitados de Guerra), da qual se tornou presidente em 1924. No mesmo ano foi eleito parlamentar pela bancada fascista, apesar de na época já demonstrar inúmeras discordâncias e casos de dissidência. Foi reeleito deputado fascista em 1929 e 1924. Inaugurou em Roma a Casa de caridade Mãe dos Mutilados e das Viúvas de Guerra.
Foi contra a aliança com a Alemanha, sendo preso pelo governo fascista em Outubro de 1943. Nos últimos anos de guerra, teve que se esconder-se pois era considerado um traidor pelos nazifascistas devido sua recusa em transferir para comuna de Stresa a sede da ANMIG.

### Anos pós-guerra
Após a guerra, o comitê de buscas de bens adquiridos ilegalmente pelos fascistas, durante os 20 anos de regime, apreendeu as próteses dos braços de Carlo Delcroix, com a justificativa de serem "produtos do regime". Filiou-se ao Partido Nacional Monárquico (PNM), pelo qual foi eleito deputado nas Eleições legislativas na Itália em 1953. Em 1958 tenta se reeleger, mas é o primeiro dos não eleitos. Em 1963 perde mais uma eleição, após está derrota deixa em definitivo a vida pública e passa a dedicar-se exclusivamente à cultura. Delcroix morreu em 25 de outubro de 1977. Ele está sepultado no Cemitério Verano, em Roma.

## Atividade cultural
Ele também foi um intelectual: presidente da organização fascista de cultura florentina, presidente da organização autônoma da Regio Politeama Fiorentino Vittorio Emanuele II (Teatro Municipal de Florença). Colaborador de diversos jornais e revistas, ele também foi autor de romances, contos e poemas notáveis, e foi o vencedor do Prêmio Viareggio. Ele também recebeu um diploma honorário da Faculdade de Letras da Universidade de Bolonha. Após a guerra, ele colaborou com Il Tempo di Roma.

## Obra
- Quando c'era il Re, Rizzoli, Milão, 1959.
- Sette santi senza candele, Vallecchi, Florença, 1925.
- Guerra di popolo, Vallecchi, Florença, 1921.
- I miei canti, Vallecchi, Florença, 1932
- Un uomo, un popolo, Florença, 1928
- I dialoghi con la folla, Florença, 1922
- Il sacrificio della parola, Florença, 1924
- Il nostro contributo alla vittoria degli alleati, Florença, 1931
- La parola come azione, Vallecchi, 1936
- La Strada, Vallecchi, 1947
- Sonetti fiorentini, Pisa, 1971
- D'Annunzio e Mussolini, Le Lettere, Florença, 1959